# Wierchnije Ługi
Wierchnije Ługi (ros. Верхние Луги) – wieś (ros. деревня, trb. dieriewnia) w zachodniej Rosji, w osiedlu wiejskim Zaborjewskoje rejonu diemidowskiego w obwodzie smoleńskim.

## Geografia
Miejscowość położona jest w pobliżu rzeki Kamienki, przy drodze regionalnej 66N-0514 (66N-0508/Bieleńkije – Wierchnije Ługi), 7 km od drogi regionalnej 66N-0508 (Zaborje – 66N-0506/Anosinki), 8 km od drogi regionalnej 66K-11 (R120/Olsza – Wieliż – granica z obwodem pskowskim), 8 km od centrum administracyjnego osiedla wiejskiego (Zaborje), 20,5 km od centrum administracyjnego rejonu (Diemidow), 82,5 km od stolicy obwodu (Smoleńsk), 33,5 km od granicy z Białorusią.
W granicach miejscowości znajduje się ulica Olchowaja (4 posesje).

## Demografia
W 2010 r. miejscowość zamieszkiwało 9 osób.

## Historia
W czasie II wojny światowej od lipca 1941 roku dieriewnia była okupowana przez hitlerowców. Wyzwolenie nastąpiło we wrześniu 1943 roku.